# ポッポちゃん
ポッポちゃん（ぽっぽちゃん）は、ニッポン放送の平日夕方の時間帯で放送されていたラジオドラマ。旭電化工業（現：ADEKA）一社提供番組。

## 内容
千代田家の三人兄弟の末っ子のポッポちゃんことハト子が家族の愛情を一身に受けて成長する姿を通して描く、涙あり笑いありのホームドラマ。

## 放送期日
1954年7月15日 - 1958年7月31日

## ネット局
ニッポン放送 18:00 - 18:15（月 - 金）
朝日放送 17:05～17:20（月 - 金、先行放送）
九州朝日放送 18:00 - 18:15（月 - 金、「ポッポちゃん物語」へ改題と同時でネット開始）

## スタッフ
原作：山鳩クラブ同人
- 北町一郎（1900年3月7日 - 1990年9月4日）
- 椎名龍治

## キャスト
千代田ハト子：上田みゆき、天草四郎、荒木玉枝、木村時子、山東昭子、稲吉靖司、高野真ほか

## 主題歌
作詞：サトウハチロー　作曲：松田トシ

## 解説
- 1954年7月15日、ニッポン放送が開局したその日に始まった番組であり、後に声優として活躍する上田みゆきが子役としてデビューした作品でもある。
- 途中で「ポッポちゃん物語」、1957年9月放送分からは「南のオーロラ」にそれぞれ改題された。
- また番組終了後もこの放送枠にて「みゆきちゃんの夏休み日記」「いつか来た道」「テキサス快男児」「ジェロニモ太郎の冒険」と言った、上田みゆきをキャストに据えたラジオドラマが製作放送された。
- 放送当時よりスポンサーである旭電化工業の主力製品「リス印人造バター」（途中で「リス印マーガリン」に名称変更）、「アデカ粉石鹸」などの広告にもハト子役の上田みゆきが起用されていた。
- タイトルは現在も使われているニッポン放送の時報が鳩時計を模したものを使用している事にちなんで名付けられた。
- 放送開始前に行われたオーディションには3000人程の子供が集まり、その中にはのちに女優となる浅丘ルリ子もいた。ちなみに山東昭子はハト子役を希望してオーディションを受けるも落選。その代わりにハト子の姉・さつき役に起用されて出演している。
- 放送音源がニッポン放送のアーカイブに現存しているため、ニッポン放送の開局記念特番などで流れることがある。そのため、横浜市にある放送ライブラリーにて第1話「ポッポちゃんと子犬の巻」が公開されている。
- 放送開始と同時に人気がうなぎ上りとなって小説化がされ、富永一朗（きんらん社刊）、横山光輝（光文社「少女」付録冊子にて）、福本一義→坂井れんたろう（講談社「なかよし」掲載分）、松沢のぼる（集英社「おもしろ漫画文庫」版）らによる漫画化もされた。
- 2009年頃、北町ポッポ（おそらく北町一郎氏の遺族と思われる）名義で小説版がメールマガジンで配信されたが、途中で休止されている。

| ニッポン放送 月曜～金曜18:00～18:15枠 | ニッポン放送 月曜～金曜18:00～18:15枠          | ニッポン放送 月曜～金曜18:00～18:15枠 |
| 前番組                                | 番組名                                         | 次番組                                |
| ------------------------------------- | ---------------------------------------------- | ------------------------------------- |
| （開局前）                            | ポッポちゃん ↓ ポッポちゃん物語 ↓ 南のオーロラ | みゆきちゃんの夏休み日記              |